# Bihar Vikas Party
Bihar Vikas Party ("Bihars utvecklingsparti"), politiskt parti i den indiska delstaten Bihar. BVP grundades inför Lok Sabha-valen 1999 av en BJP-ledamot i Rajya Sabha, Janardan Yadav. Yadav fick med sig några lokala BJP-ledare till sitt nya parti. Yadav fick 6 591 röster (1,04%) i valkretsen Godda.
BVP var motståndare till delningen av Bihar och skapandet av Jharkhand som separat delstat. BVP bekänner sig till samma ideologiska grund som BJP, till exempel i Ayodhyafrågan.